# Главы субъектов Российской Федерации в 2000 году
| Регион                                         | Глава региона                      | Дата рождения         | Партия | Название должности                   | Вступление в должность               |
| ---------------------------------------------- | ---------------------------------- | --------------------- | ------ | ------------------------------------ | ------------------------------------ |
| Республика Адыгея                              | Джаримов, Аслан Алиевич            | 7 ноября 1939 года    |        | Президент                            | 5 января 1992 года                   |
| Республика Алтай                               | Зубакин, Семён Иванович            | 4 мая 1952 года       |        | Глава Республики                     | 13 января 1998 года                  |
| Республика Башкортостан                        | Рахимов, Муртаза Губайдуллович     | 7 февраля 1934 года   |        | Президент                            | 7 апреля 1990 года                   |
| Республика Бурятия                             | Потапов, Леонид Васильевич         | 4 июля 1935 года      |        | Президент                            | 21 октября 1991 года                 |
| Республика Дагестан                            | Магомедов, Магомедали Магомедович  | 15 июня 1930 года     |        | Председатель Государственного Совета | август 1987 года                     |
| Республика Ингушетия                           | Аушев, Руслан Султанович           | 29 октября 1954 года  |        | Президент                            | 9 марта 1993 года                    |
| Кабардино-Балкарская Республика                | Коков, Валерий Мухамедович         | 18 октября 1941 года  |        | Президент                            | 9 января 1992 года                   |
| Республика Калмыкия                            | Илюмжинов, Кирсан Николаевич       | 5 апреля 1962 года    |        | Президент                            | 23 апреля 1993 года                  |
| Карачаево-Черкесская Республика                | Семёнов, Владимир Магомедович      | 8 июня 1940 года      |        | Глава Республики                     | 14 сентября 1999 года                |
| Республика Карелия                             | Катанандов, Сергей Леонидович      | 21 апреля 1955 года   |        | Председатель Правительства           | 17 мая 1998 года                     |
| Республика Коми                                | Спиридонов, Юрий Алексеевич        | 1 ноября 1938 года    |        | Глава Республики                     | 25 апреля 1990 года                  |
| Республика Марий Эл                            | Кислицын, Вячеслав Александрович   | 4 сентября 1948 года  |        | Президент                            | 14 января 1997 года                  |
| Республика Мордовия                            | Меркушкин, Николай Иванович        | 5 февраля 1951 года   |        | Глава Республики                     | 24 января 1995 года                  |
| Республика Саха (Якутия)                       | Николаев, Михаил Ефимович          | 13 ноября 1937 года   |        | Президент                            | 8 декабря 1989 года                  |
| Республика Северная Осетия-Алания              | Дзасохов, Александр Сергеевич      | 3 апреля 1934 года    |        | Президент                            | 30 января 1998 года                  |
| Республика Татарстан                           | Шаймиев, Минтимер Шарипович        | 20 января 1937 года   |        | Президент                            | 11 апреля 1990 года                  |
| Республика Тыва                                | Ооржак, Шериг-оол Дизижикович      | 24 июля 1942 года     |        | Президент                            | 15 марта 1992 года                   |
| Удмуртская Республика                          | Волков, Александр Александрович    | 25 декабря 1951 года  |        | Председатель Верховного Совета       | апрель 1995                          |
| Республика Хакасия                             | Лебедь, Алексей Иванович           | 14 апреля 1955 года   |        | Председатель правительства           | 9 января 1997 года                   |
| Чеченская Республика                           | Дениев, Якуб Ильясович (и. о.)     | 1948 год              |        | Глава временной администрации        | сентябрь 1999 года (до 12 июня)      |
| Чеченская Республика                           | Кадыров, Ахмат Абдулхамидович      | 23 августа 1951 года  |        | Глава администрации                  | 12 июня 2000 года                    |
| Чувашская Республика                           | Фёдоров, Николай Васильевич        | 9 мая 1958 года       |        | Президент                            | 21 января 1994 года                  |
| Алтайский край                                 | Суриков, Александр Александрович   | 15 августа 1940 года  |        | Глава Администрации                  | 20 декабря 1996 года                 |
| Краснодарский край                             | Кондратенко, Николай Игнатович     | 16 февраля 1940 года  |        | Глава Администрации                  | 5 января 1997 года                   |
| Красноярский край                              | Лебедь, Александр Иванович         | 20 апреля 1950 года   |        | Губернатор                           | 5 июня 1998 года                     |
| Приморский край                                | Наздратенко, Евгений Иванович      | 16 февраля 1949 года  |        | Губернатор                           | 24 мая 1993 года                     |
| Ставропольский край                            | Черногоров, Александр Леонидович   | 13 июля 1959 года     |        | Глава Администрации                  | 28 ноября 1996 года                  |
| Хабаровский край                               | Ишаев, Виктор Иванович             | 16 апреля 1948 года   |        | Губернатор                           | 24 октября 1991 года                 |
| Амурская область                               | Белоногов, Анатолий Николаевич     | 24 февраля 1939 года  |        | Губернатор                           | 27 марта 1997 года                   |
| Архангельская область                          | Ефремов, Анатолий Антонович        | 30 января 1952 года   |        | Глава Администрации                  | 4 марта 1996 года                    |
| Астраханская область                           | Гужвин, Анатолий Петрович          | 25 марта 1946 года    |        | Губернатор                           | 28 августа 1991 года                 |
| Белгородская область                           | Савченко, Евгений Степанович       | 8 апреля 1950 года    |        | Глава администрации                  | 11 октября 1993 года                 |
| Брянская область                               | Лодкин, Юрий Евгеньевич            | 26 марта 1938 года    |        | Губернатор                           | декабрь 1995 года                    |
| Владимирская область                           | Виноградов, Николай Владимирович   | 22 апреля 1947 года   |        | Губернатор                           | 20 января 1997 года                  |
| Волгоградская область                          | Максюта, Николай Кириллович        | 26 мая 1947 года      |        | Глава администрации                  | 6 января 1997 года                   |
| Вологодская область                            | Позгалёв, Вячеслав Евгеньевич      | 15 ноября 1946 года   |        | Губернатор                           | 23 марта 1996 года                   |
| Воронежская область                            | Шабанов, Иван Михайлович           | 18 октября 1939 года  |        | Губернатор                           | 18 декабря 1996 года (до 29 декабря) |
| Воронежская область                            | Кулаков, Владимир Григорьевич      | 23 апреля 1944 года   |        | Губернатор                           | 29 декабря 2000 года                 |
| Ивановская область                             | Тихомиров, Владислав Николаевич    | 14 августа 1939 года  |        | Губернатор                           | 1 февраля 1996 года (до 28 декабря)  |
| Ивановская область                             | Тихонов, Владимир Ильич            | 4 февраля 1947 года   |        | Губернатор                           | 28 декабря 2000 года                 |
| Иркутская область                              | Говорин, Борис Александрович       | 27 июня 1947 года     |        | Губернатор                           | 8 августа 1997 года                  |
| Калининградская область                        | Горбенко, Леонид Петрович          | 20 июня 1939 года     |        | Губернатор                           | октября 1996 года (до 9 декабря)     |
| Калининградская область                        | Егоров, Владимир Григорьевич       | 26 ноября 1938 года   |        | Губернатор                           | 9 декабря 2000 года                  |
| Калужская область                              | Сударенков, Валерий Васильевич     | 13 июля 1940 года     |        | Губернатор                           | 9 ноября 1996 года (до 12 ноября)    |
| Калужская область                              | Артамонов, Анатолий Дмитриевич     | 5 мая 1952 года       |        | Губернатор                           | 12 ноября 2000 года                  |
| Камчатская область                             | Бирюков, Владимир Афанасьевич      | 19 октября 1933 года  |        | Губернатор                           | 16 ноября 1991 года (до 17 декабря)  |
| Камчатская область                             | Машковцев, Михаил Борисович        | 1 января 1947 года    |        | Губернатор                           | 17 декабря 2000 года                 |
| Кемеровская область                            | Тулеев, Аман Гумирович             | 13 мая 1944 года      |        | Губернатор                           | 1 июля 1997 года                     |
| Кировская область                              | Сергеенков, Владимир Нилович       | 5 декабря 1938 года   |        | Глава Администрации                  | 1 ноября 1996 года                   |
| Костромская область                            | Шершунов, Виктор Андреевич         | 16 ноября 1950 года   |        | Губернатор                           | 5 января 1991 года                   |
| Курганская область                             | Богомолов, Олег Алексеевич         | 4 октября 1950 года   |        | Губернатор                           | 6 февраля 1997 года                  |
| Курская область                                | Руцкой, Александр Владимирович     | 16 сентября 1947 года |        | Губернатор                           | 23 октября 1996 года (до 18 ноября)  |
| Курская область                                | Михайлов, Александр Николаевич     | 15 сентября 1951 года |        | Губернатор                           | 18 ноября 2000 года                  |
| Ленинградская область                          | Сердюков, Валерий Павлович         | 9 ноября 1945 года    |        | Губернатор                           | 21 ноября 1998 года                  |
| Липецкая область                               | Королёв, Олег Петрович             | 23 февраля 1952 года  |        | Глава администрации                  | 12 апреля 1998 года                  |
| Магаданская область                            | Цветков, Валентин Иванович         | 27 августа 1948 года  |        | Губернатор                           | 3 ноября 1996 года                   |
| Московская область                             | Тяжлов, Анатолий Степанович        | 11 октября 1942 года  |        | Губернатор                           | 16 октября 1991 года (до 2 февраля)  |
| Московская область                             | Громов, Борис Всеволодович         | 7 ноября 1943 года    |        | Губернатор                           | 2 февраля 2000 года                  |
| Мурманская область                             | Евдокимов, Юрий Алексеевич         | 1 января 1946 года    |        | Губернатор                           | 7 декабря 1996 года                  |
| Нижегородская область                          | Скляров, Иван Петрович             | 22 июня 1948 года     |        | Губернатор                           | 13 июля 1997 года                    |
| Новгородская область                           | Прусак, Михаил Михайлович          | 23 февраля 1960 года  |        | Губернатор                           | 24 октября 1991 года                 |
| Новосибирская область                          | Муха, Виталий Петрович             | 17 мая 1936 года      |        | Губернатор                           | 30 декабря 1995 года (до 17 января)  |
| Новосибирская область                          | Толоконский, Виктор Александрович  | 27 мая 1953 года      |        | Губернатор                           | 17 января 2000 года                  |
| Омская область                                 | Полежаев, Леонид Константинович    | 30 января 1940 года   |        | Губернатор                           | 31 марта 1990 года                   |
| Оренбургская область                           | Чернышёв, Алексей Андреевич        | 29 марта 1939 года    |        | Губернатор                           | 29 декабря 1999                      |
| Орловская область                              | Строев, Егор Семёнович             | 25 февраля 1937 года  |        | Губернатор                           | 11 мая 1993 года                     |
| Пензенская область                             | Бочкарёв, Василий Кузьмич          | 29 апреля 1949 года   |        | Губернатор                           | 18 апреля 1998 года                  |
| Пермская область                               | Игумнов, Геннадий Вячеславович     | 27 октября 1936 года  |        | Губернатор                           | 12 января 1996 года (до 17 декабря)  |
| Пермская область                               | Трутнев, Юрий Петрович             | 1 марта 1956 года     |        | Губернатор                           | 12 января 1996 года                  |
| Псковская область                              | Михайлов, Евгений Эдуардович       | 17 марта 1963 года    |        | Губернатор                           | 10 ноября 1996 года                  |
| Ростовская область                             | Чуб, Владимир Фёдорович            | 24 июля 1948 года     |        | Губернатор                           | 8 октября 1991 года                  |
| Рязанская область                              | Любимов, Вячеслав Николаевич       | 17 января 1947 года   |        | Губернатор                           | 6 января 1997 года                   |
| Самарская область                              | Титов, Константин Алексеевич       | 30 октября 1944 года  |        | Губернатор                           | 31 августа 1991 года                 |
| Саратовская область                            | Аяцков, Дмитрий Фёдорович          | 9 ноября 1950 года    |        | Губернатор                           | 15 апреля 1996 года                  |
| Сахалинская область                            | Фархутдинов, Игорь Павлович        | 16 апреля 1950 года   |        | Губернатор                           | 24 апреля 1995 года                  |
| Свердловская область                           | Россель, Эдуард Эргартович         | 8 октября 1937 года   |        | Губернатор                           | 23 августа 1995 года                 |
| Смоленская область                             | Прохоров, Александр Дмитриевич     | 22 апреля 1953 года   |        | Губернатор                           | 29 мая 1998 года                     |
| Тамбовская область                             | Бетин, Олег Иванович               | 25 августа 1950 года  |        | Глава администрации                  | 26 декабря 1999 года                 |
| Тверская область                               | Платов, Владимир Игнатьевич        | 23 октября 1946 года  |        | Губернатор                           | 30 декабря 1995 года                 |
| Томская область                                | Кресс, Виктор Мельхиорович         | 16 ноября 1948 года   |        | Глава Администрации                  | 20 октября 1991 года                 |
| Тульская область                               | Стародубцев, Василий Александрович | 25 декабря 1931 года  |        | Губернатор                           | 31 марта 1997 года                   |
| Тюменская область                              | Рокецкий, Леонид Юлианович         | 15 марта 1942 года    |        | Губернатор                           | 12 января 1993 года                  |
| Ульяновская область                            | Горячев, Юрий Фролович             | 11 ноября 1938 года   |        | Губернатор                           | 9 января 1992 года                   |
| Челябинская область                            | Сумин, Пётр Иванович               | 21 июня 1946 года     |        | Губернатор                           | 5 января 1997 года                   |
| Читинская область                              | Гениатулин, Равиль Фаритович       | 20 декабря 1955 года  |        | Губернатор                           | 1 февраля 1996 года                  |
| Ярославская область                            | Лисицын, Анатолий Иванович         | 26 июня 1947 года     |        | Губернатор                           | 3 декабря 1991 года                  |
| Москва                                         | Лужков, Юрий Михайлович            | 21 сентября 1936 года |        | Мэр                                  | 6 июня 1992 года                     |
| Санкт-Петербург                                | Яковлев, Владимир Анатольевич      | 25 ноября 1944 года   |        | Губернатор                           | 5 июня 1996 года                     |
| Еврейская автономная область                   | Волков, Николай Михайлович         | 19 декабря 1951 года  |        | Губернатор                           | 14 декабря 1991 года                 |
| Агинский Бурятский автономный округ            | Жамсуев, Баир Баясхаланович        | 29 января 1959 года   |        | Губернатор                           | февраль 1997 года                    |
| Коми-Пермяцкий автономный округ                | Полуянов, Николай Андреевич        | 14 июля 1952 года     |        | Глава Администрации                  | 14 декабря 1991 года (до декабря)    |
| Коми-Пермяцкий автономный округ                | Савельев, Геннадий Петрович        | 11 ноября 1945 года   |        | Глава Администрации                  | декабрь 2000 года                    |
| Корякский автономный округ                     | Броневич, Валентина Тадеевна       | 25 января 1956 года   |        | Глава Администрации                  | 17 ноября 1996 года (до 3 декабря)   |
| Корякский автономный округ                     | Логинов, Владимир Александрович    | 18 ноября 1954 года   |        | Глава Администрации                  | 3 декабря 2000 года                  |
| Ненецкий автономный округ                      | Бутов, Владимир Яковлевич          | 10 апреля 1958 года   |        | Глава администрации                  | 25 декабря 1996 года                 |
| Таймырский (Долгано-Ненецкий) автономный округ | Неделин, Геннадий Павлович         | 20 мая 1938 года      |        | Глава администрации                  | 18 декабря 1991 года                 |
| Усть-Ордынский Бурятский автономный округ      | Малеев, Валерий Геннадьевич        | 28 мая 1964 года      |        | Глава администрации                  | 19 ноября 1996 года                  |
| Ханты-Мансийский автономный округ              | Филипенко, Александр Васильевич    | 31 мая 1950 года      |        | Губернатор                           | 18 декабря 1991 года                 |
| Чукотский автономный округ                     | Назаров, Александр Викторович      | 24 февраля 1951 года  |        | Губернатор                           | 11 ноября 1991 года                  |
| Эвенкийский автономный округ                   | Боковиков, Александр Александрович | 7 сентября 1956 года  |        | Губернатор                           | 4 апреля 1997 года                   |
| Ямало-Ненецкий автономный округ                | Неёлов, Юрий Васильевич            | 24 июня 1952 года     |        | Глава администрации                  | 12 февраля 1994 года                 |